# Stswecem'c
Stswecem'c/Xgat'tem (Canoe Creek Indian Band), jedna od bandi Shuswapa porijeklom od Stlemhulehamuk ili Fraser River Shuswapa, oko 140 kilometara jugozapadno od Williams Lake u unutrašnjosti kanadske provincije Britanska Kolumbija.
Dva glavna naselja u kojima danas žive su Dog Creek i Canoe Creek, a njihova populacija 2007. godine iznosila je 671.
Rezervati (resrves; ima ih 12) su: Canoe Creek 1, Canoe Creek 2, Canoe Creek 3, Copper Johnny Meadow 8, Dog Creek 1, Dog Creek 2, Dog Creek 3, Dog Creek 4, Fish Lake 5, Spilmouse 4, Tinmusket 5a i Toby Lake 6

## Vanjske poveznice
- Stswecem'c/Xgat'tem  Arhivirana inačica izvorne stranice od 10. prosinca 2010. (Wayback Machine)